# Sant'Orsola della Pietà
Sant'Orsola della Pietà, även benämnd Oratorio dei Fiorentini och Oratorio della Pietà, var en kyrkobyggnad i Rom, helgad åt den heliga Ursula. Kyrkan var belägen nära dagens Via Acciaioli i Rione Ponte.

## Kyrkans historia
Kyrkans första dokumenterade omnämnande förekommer i Mirabilia Urbis Romae, en pilgrimsguide från 1184. Två år senare nämner påve Urban III kyrkan i en bulla promulgerad 1186; bullan uppräknar den bland filialerna till församlingskyrkan San Lorenzo in Damaso och den går under namnet S. Ursi de ponte, på grund av dess närhet till Ponte Sant'Angelo. Kyrkan nämns även i Catalogo di Cencio Camerario, en förteckning över Roms kyrkor sammanställd av Cencio Savelli år 1192 och bär där namnet sco. Urso. Därutöver nämns kyrkan i Il catalogo di Torino (cirka 1320) som Ecclesia sancti Ursi med tillägget habet monachos nigros III, vilket innebär att tre munkar från antingen benediktinorden eller servitorden tjänar i kyrkan.
Liber Anniversariorum Sancti Salvatoris ad Sancta Sanctorum från 1461 anger att kyrkans namn har ändrats till Ecclesia S. Ursule, det vill säga Sankta Ursula. Det tidigare namnet, S. Ursi, åsyftar antingen den helige Ursus av Aosta eller den helige Ursus av Ravenna.
Påve Clemens VII överlät 1526 kyrkan åt Arciconfraternita della Pietà, ett brödraskap som hade bildats 1448 av florentinska köpmän i Rom för att vårda pestsmittade. Brödraskapet hade tidigare – i tur och ordning – innehaft kyrkorna Santa Lucia Vecchia ad Flumen, San Salvatore in Lauro och San Pantaleo Affine. Brödraskapet företog en genomgripande ombyggnad och omvandlade kyrkan till ett oratorium, där bland andra den helige Filippo Neri och hans lärjungar predikade. Därtill framförde Palestrina och Animuccia musik därstädes.

### Rivning
År 1888 revs Sant'Orsola della Pietà vid anläggandet av Corso Vittorio Emanuele II och Largo Tassoni.

## Exteriör och interiör
Kyrkans fasad vette mot en sorts intern piazza (torg), vilken kunde nås från antingen Vicolo di Sant'Orsola eller Via dell'Oro; den förstnämnda av dessa gator har emellertid försvunnit. Kyrkan hade en rektangulär grundplan med en kvadratisk absid. Högaltarmålningen var ett verk av Sermoneta. Interiören var i övrigt dekorerad med fresker av Sermoneta och Taddeo Zuccari; den senare utförde Passionshistorien i kyrkans tak. Fragment av dessa fresker bevaras i Museo di Roma. I kyrkan fanns även en liten skulptur föreställande den unge Johannes Döparen; den återfinns numera i den närbelägna kyrkan San Giovanni dei Fiorentini.

## Bilder
| - Ungefärligt läge för kyrkan Sant'Orsola della Pietà på en karta från år 2016. |